# تايكو (موسيقي)
سكوت هانسن أو تايكو (مواليد 7 فبراير 1977) هو مغني وكاتب أغاني أمريكي، ترشح لجائزتين في غرامي 2020.